# Outkovka chlupatá
Outkovka chlupatá (Trametes hirsuta) je houba z čeledi chorošovité (Polyporaceae), řádu chorošotvaré (Polyporales ).
Plodnice je nejedlá, lze ji nalézt na stanovišti po požáru. Plodnice lze spatřit během celého roku.

## EPPO kód
POLPHI

## Synonyma patogena

### Vědecké názvy
Podle EPPO je pro patogena s označením outkovka chlupatá (Trametes hirsuta) používáno více rozdílných názvů, například Coriolus hirsutus nebo Polyporus hirsutus.

## Zeměpisné rozšíření
Austrálie, Severní Ammerika, Asie, Evropa.

### Výskyt v Česku

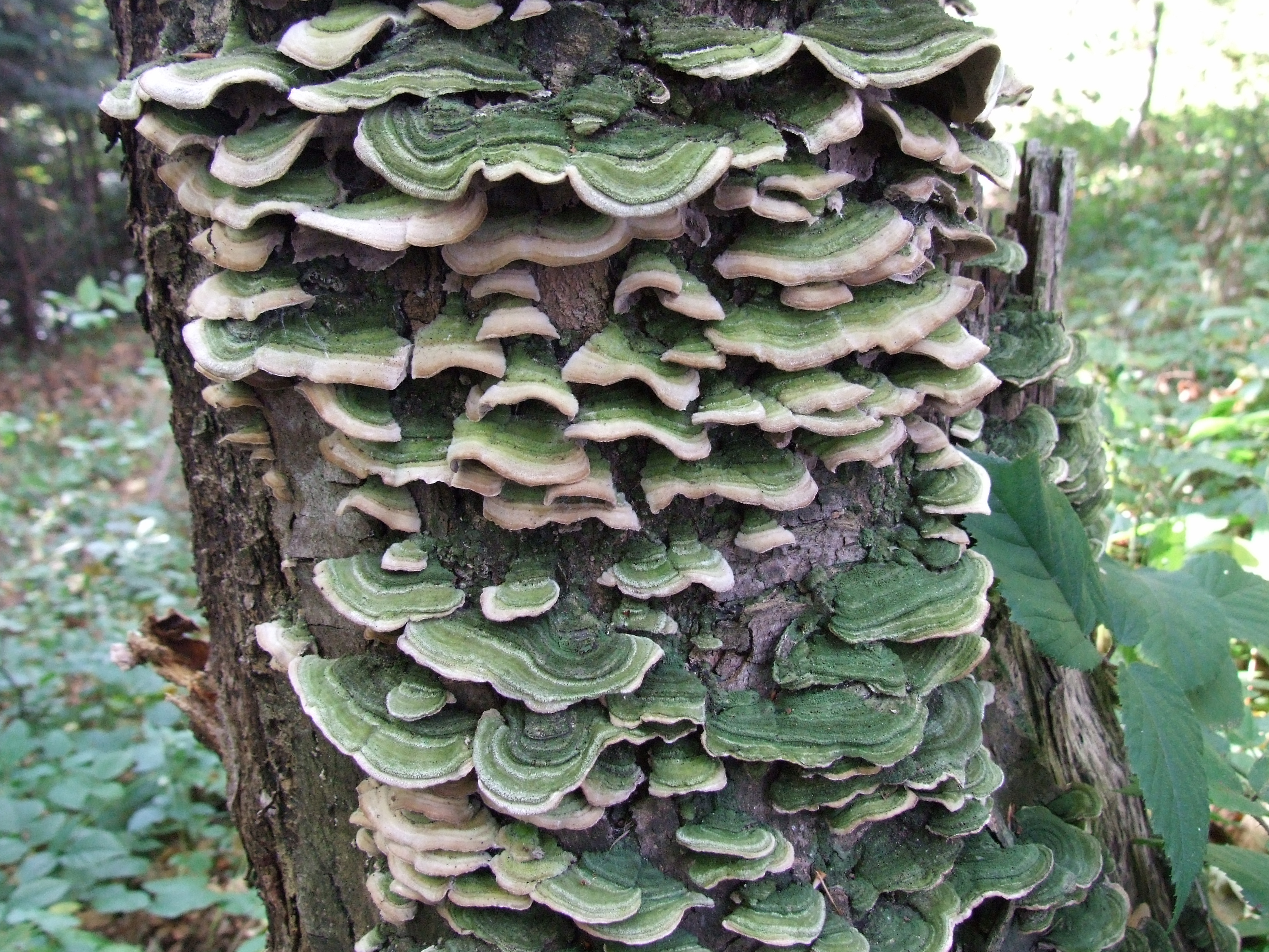
Plodnice na kmeni

Běžný druh.

## Popis
Plodnice jednoletá vějířkovitá až růžicovitá polokruhovitá, na horní části klobouku pásovaná a hrubě srstnatá,dorůstá až do 12 cm. Rourky jsou krátké a mají póry okrouhlé, bílé až krémové, ve stáří šedé. Výtrusný prach bílý. Dužnina má na řezu dvě vrstvy. Plodnice bývá často zeleně zbarvena řasami.

## Hostitel
Odumřelé části dřevin, ranový parazit. Plodnice lze najít na živých i odumřelých kmenech a větvích buků, habrů, dubů, vrb, třešní a dalších listnáčů, vzácněji dokonce i na kmenech jehličnanů. Oblíbeným hostitelem je dub cer (Quercus cerris).

## Příznaky
Plodnice na větvích nebo kmeni.

### Možnost záměny
Jiné druhy tohoto rodu.

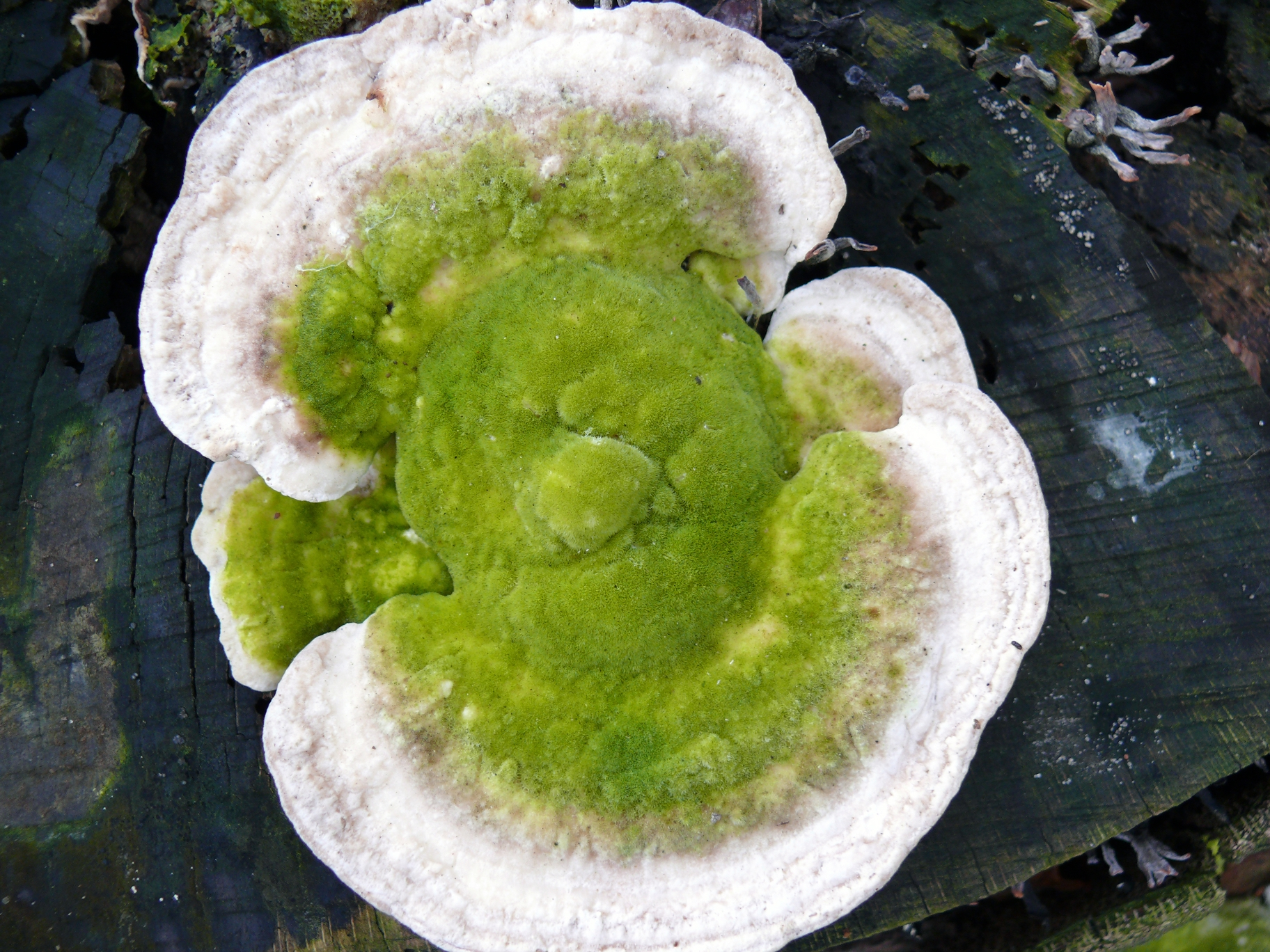
Zbarvení řasami.
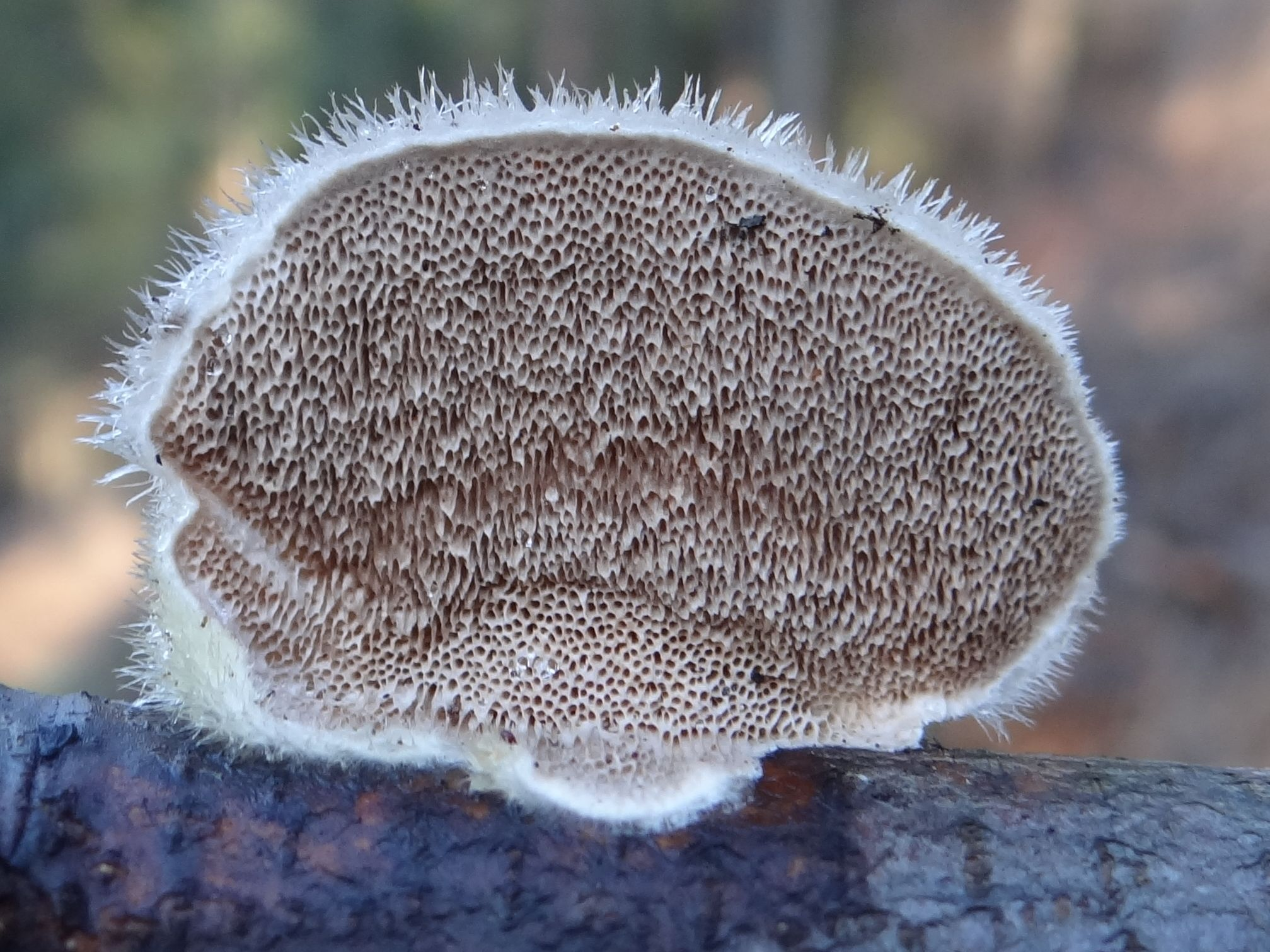
Rourky.

## Význam
Saprofyt, příležitostný parazit, způsobuje bílou hnilobu dřeva. Vytváří větší množství některých enzymů, což je předmětem výzkumu.
Obsahuje imunostimulační polysacharidy.

## Biologie
Jednoleté, vějířkovité až růžicovité plodnice se vytvářejí v květnu až červnu a poté v září až říjnu.

## Ekologie
V lesích na listnatých stromech, kmenech, pařezech.